# 八十里越 (一次改築)
八十里越（はちじゅうりごえ）は、新潟県三条市塩野渕字御所から福島県南会津郡只見町大字叶津字入叶津に至る延長20.8 km（キロメートル）の国道289号の一次改築事業である。

## 概要
1970年（昭和45年）4月1日付で、八十里越を含む新潟・福島県の区間が一般国道289号に指定された。この区間は車両通行が不可能（点線国道）であることから新潟県・福島県と国土交通省によって、三条市大字塩野淵字御所から只見町大字叶津字入叶津に至る、総延長20.8 kmの区間で改築事業が進められている。
県境を含む三条市から只見町に至る区間は「八十里越」の名称で国土交通省の直轄権限代行区間として事業が実施されている。直轄権限代行区間の両端部より先は、三条市内で新潟県が大江道路として、只見町内で福島県が入叶津道路として事業を実施している。
区間内には合計でトンネル14本、橋梁16本が建設され、このうち福島県が施工する只見町内の1.1 kmの区間が竣工し、既に供用されている。この改築事業の区間は三条市・只見町のみを経由しており、魚沼市は含まれていない。
前掲のように、沿線は急峻な地形で豪雪地帯であることから工事は難しさを極めており、とりわけ施工できる期間が積雪の無い5月下旬から11月上旬にかけてのおおむね半年間のみに限られることから、主要構造物の建設は年度ごとに段階的に進められている。また事業区域付近ではイヌワシやクマタカなどの希少野生生物の生息が確認されており、自然環境に配慮しながら適切な保全対策を講じる必要が生じている。このため新潟・福島県と国交省では「八十里越道路環境検討委員会」を設置し、環境調査の実施や学識経験者からの意見聴取などを通じて、施工方法などの検討を実施している。
2021年（令和3年）4月27日に今後5か年程度で直轄権限代行区間の全線開通との見通しが示された。その後直轄権限代行区間で、2023年の豪雨による斜面崩落などの被災が生じての追加工事を要したことや、想定外の強固な岩盤が発見されたことにより、工程が遅延したため開通は2026年（令和8年）秋 - 2027年（令和9年）夏となる見込みであることが公表された。この際、福島県区間では平石山トンネルが未完成であるなど現道を利用した暫定開通であり、冬季間の安全を確保できないため当初は冬季間通行止めとなることが公表された。

### 路線データ
- 起点：新潟県三条市塩野渕（しおのふち）字御所（ごしょ）
- 終点：福島県南会津郡只見町大字叶津（かのうづ）字入叶津（いりかのうづ）
- 延長：20.8 km
- 道路規格：第3種第3級
- 幅員
  - 車道幅員：6.0 m
  - 一般部：9.0 m
  - 橋梁部：8.0 m
  - トンネル部：7.5 m
- 車線数：2車線
- 設計速度：50 km/h
- 最急勾配 : 7.2 %

### 大江道路
大江道路（おおえどうろ）は、全区間が三条市大字塩野淵字御所に所在し、直轄権限代行区間起点に至る、八十里越のうち最も起点側の延長1.2 kmの区間である。2車線道路として1986年（昭和61年）度に事業化され、トンネル1本、橋梁1本の建設が進められている。2008年（平成20年）から2016年（平成28年）の間、八十里越事業全体の進捗をみて休工していた。
日本平トンネル（延長478 m）の掘削工法は、施工途中で岩質が硬くなったことなどから機械掘削から発破掘削に変更され、こちらも9号トンネルと同様、坑内の地質は凝灰岩が占めていることから、全区間にわたってインバート工が施された。
大江道路の区域は2022年（令和4年）2月22日に一般国道289号の区域に編入された。

### 直轄権限代行区間
県境を含む三条市大字塩野淵字御所から只見町大字叶津字木ノ根山に至る延長11.8 kmの区間では直轄権限代行として国土交通省によって実施されている事業である。1983年（昭和58年）度のルート承認を経て1986年（昭和61年）度に国道289号の一次改築として建設省（現在の国土交通省）による事業化され、1989年（平成元年）度の工事着手以降、トンネル11本と橋梁8本の建設が進められている。
この直轄権限代行区間は全区間にわたり、国土交通省北陸地方整備局長岡国道事務所が事業を実施している。
2002年（平成14年）7月から掘削に着手した県境部の9号トンネル（仮称、延長3,168 m）は三条市側からのみの一方向掘削という厳しい条件のもとで建設が進められた。また坑内の地質は凝灰岩が占め、2003年（平成15年）には盤脹れが発生するなどしたため、路盤部にインバート工が施された。その後2010年（平成22年）11月7日に貫通し、2012年（平成24年）度に概成した。
2022年（令和4年）3月時点では福島県側は全橋梁・トンネルが概成済みで、新潟県側では橋梁の施工および、概成済みのトンネルの舗装工事・照明等設備工事が主体である。

### 入叶津道路
入叶津道路（いりかのうづどうろ）は、只見町大字叶津字木ノ根山の直轄権限代行区間終点から叶津字入叶津に至る、八十里越のうち最も終点側の延長7.81 kmの区間である。2車線道路として1973年（昭和48年）度に事業化され、現道バイパス部を除くトンネル2本、橋梁7本などの主要構造物は2004年（平成16年）度までに既に概成している。このうち前掲のとおり1986年（昭和61年）度には延長1.1 kmの区間（うち橋梁2本）が既に供用済である。残る区間は車線確保や雪崩対策などの施工が進行中である。
現道バイパス部は平石山トンネルと橋梁2橋により雪崩危険箇所をバイパスするが、用地取得難航のため2023年（令和5年）現在未着工である。

## 路線状況

### 主要構造物

#### 大江道路
- 1号橋梁（延長55 m）
- 日本平トンネル（延長478 m）

#### 直轄権限代行区間
- 1号橋梁
  - 橋長 - 239 m
  - 竣工 - 2002年度（平成14年度）
- 1号トンネル
  - 延長 - 733 m
  - 竣工 - 2019年（令和元年）12月20日[9]
- A橋梁
  - 橋長 - 23 m
  - 竣工 - 2022年度（令和4年度）
- B橋梁（未完成）
  - 橋長 - 49 m
- 2号トンネル
  - 延長 - 504 m
  - 縦断勾配 - 4.159 %[9]
  - 竣工 - 2021年度（令和3年度）
- 2号橋梁
  - 橋長 - 190.2 m
  - 竣工 - 2018年（平成30年）11月30日[10]
- 3号トンネル
  - 延長 - 168 m
  - 竣工 - 2021年度（令和3年度）
- 4号トンネル
  - 延長 - 178 m
  - 竣工 - 2022年度（令和4年度）
- 3号橋梁[11]
  - 橋長 - 63.5 m
  - 形式 - 鋼単純細幅箱桁橋
  - 竣工 - 2019年（令和元年）12月10日[9]
- 5号トンネル
  - 延長 - 665 m
  - 竣工 - 2007年度（平成19年度）
- 4号橋梁[12]
  - 橋長 - 131.0 m
    - 最大支間長  - 49.6 m

  - 形式 - 3径間連続少数鈑桁橋
  - 竣工 - 2013年（平成25年）
- 6号トンネル
  - 延長 - 1,195 m
  - 竣工 - 2018年（平成30年）8月31日[10]
- 5号橋梁[11]
  - 橋長 - 337.0 m
    - 最大支間長  - 106.0 m

  - 形式 - 鋼4径間連続細幅箱桁橋
  - 竣工 - 2022年度（令和4年度）
- 7号トンネル
  - 延長 - 952 m
  - 竣工 - 2016年（平成28年）9月[13]
- 8号トンネル
  - 延長 - 186 m
  - 竣工 - 1998年度（平成10年度）
- 6号橋梁
  - 橋長 - 15 m
  - 竣工 - 2020年度（令和2年度）
    - 橋梁上に3号スノーシェルター（延長33 m）が存在するフルカバードブリッジである[14]
- 9号トンネル[15]。
  - 延長 - 3,168 m
  - 着工 - 2002年度（平成14年度）
  - 貫通 - 2010年（平成22年）11月7日
  - 竣工 - 2012年度（平成24年度）
- 7号橋梁
  - 橋長 - 33 m
  - 竣工 - 2018年度（平成30年度）
    - 橋梁上に10号スノーシェルター（延長62 m）が存在するフルカバードブリッジである[16]。
- 8号橋梁
  - 橋長 - 60 m
  - 竣工 - 2009年度（平成21年度）
- 10号トンネル
  - 延長 - 138 m
  - 竣工 - 2004年度（平成16年度）
- 11号トンネル
  - 延長 - 1,417 m
  - 竣工 - 2002年度（平成14年度）

#### 入叶津道路
木ノ根沢橋
- 全長：61.0 m
  - 主径間：29.9 m

- 幅員：6.0（8.0） m
- 形式：2径間鋼連続鈑桁橋
- 竣工：1998年（平成10年）

一級水系阿賀野川水系叶津川支流木の根沢を渡る。豪雪地帯であるためメンテナンスフリー化を図り耐候性鋼材が用いられている。将来的にスノーシェルターが設置できるようコンクリート壁状の高欄が設置された。総工費は2億4400万円。
叶津第2トンネル
- 全長：566.5 m
- 幅員：6.0（8.5） m
- 有効高：4.7 m
- 工法：NATM（上部半断面先進工法）
- 施工：大和・南会・美馬特定建設工事共同企業体

国道改築事業として建設された。1993年（平成5年）10月29日に起工式が行われ、1996年（平成8年）10月4日に貫通した。総工費は15億6000万円。
ナコ沢橋
- 全長：30.0 m
- 幅員：6.0（8.0） m
- 形式：鋼単純鈑桁橋
- 竣工：1993年度（平成5年度）

ナコ沢を渡る。1992年（平成4年）に着工された。総工費は1億1800万円。
叶津第1トンネル
- 全長：296.0 m
- 幅員：6.0（8.5） m
- 有効高：4.7 m
- 工法：NATM（上部半断面先進工法・側壁導坑先進工法）
- 施工：大和・南会・美馬特定建設工事共同企業体

国道改築事業として建設された。1990年（平成2年）10月4日に起工式が行われ、1992年（平成4年）10月29日に貫通した。総工費は11億600万円。
大麻平橋
- 全長：42.7 m
- 幅員：8.0 m
- 形式：単純合成鋼鈑桁橋
- 竣工：1990年度（平成2年度）

一級水系阿賀川水系只見川支流叶津川を渡る。入叶津道路の関連橋梁として国道橋梁整備事業により建設された。総工費は9600万円。
岩蕗橋
- 全長：41.30 m
- 幅員：8.0 m
  - 車道；6.0 m

- 形式：1径間単純合成鈑桁橋
- 竣工：1989年度（平成元年度）

叶津川に架かる。
滝ノ沢橋
- 全長：63.00 m
- 幅員：8.0 m
  - 車道；6.0 m

- 形式：2径間単純ポストテンションT桁橋
- 竣工：1987年度（昭和62年度）

叶津川に架かる。
白沢平橋
- 全長：94.1 m
  - 主径間：46.425 m

- 幅員：6.0(8.0) m
- 形式：2径間鋼連続鈑桁橋
- 竣工：2004年度（平成16年度）
- 施工：横河ブリッジ

一級水系阿賀野川水系叶津川を渡る。上部工には維持管理の面から耐候性鋼材が用いられている。総工費は6億500万円。
大三本橋
- 全長：99.7 m
  - 主径間：37.7 m

- 幅員：6.0（8.0） m
- 形式：3径間鋼連続鈑桁橋
- 竣工：2002年度（平成14年度）
- 一級水系阿賀野川水系叶津川支流の大三本沢を渡る。景観とメンテナンスコストに配慮し耐候性鋼材を用いた簡素な構造となっている。総工費は3億2400万円。

平石山トンネル（未完成）
- 全長642 m
  - 雪崩対策のため坑口部が当初よりも44 m延長された。用地取得難航のため2023年（令和5年）現在未着工である。

餅井戸橋（未完成）
入叶津橋（未完成）

## 地理

### 通過する自治体
- 新潟県
  - 三条市
- 福島県
  - 南会津郡只見町